# Polanie (rejon dokszycki)
Polanie (biał. Паляне; ros. Поляне) – wieś na Białorusi, w obwodzie witebskim, w rejonie dokszyckim, w sielsowiecie Parafianowo.

## Historia
W czasach zaborów w powiecie wilejskim w guberni wileńskiej Imperium Rosyjskiego.
W dwudziestoleciu międzywojennym wieś leżała w Polsce, w województwie wileńskim, w powiecie duniłowickim, od 1926 w powiecie dziśnieńskim, w gminie Parafianów.
Według Powszechnego Spisu Ludności z 1921 roku zamieszkiwały tu 104 osoby, 97 było wyznania rzymskokatolickiego a 7 prawosławnego. Jednocześnie wszyscy mieszkańcy zadeklarowali polską przynależność narodową. Było tu 20 budynków mieszkalnych. W 1931 w 21 domach zamieszkiwało 131 osób.
Wierni należeli do parafii rzymskokatolickiej w Parafianowie i prawosławnej w Dokszycach. Miejscowość podlegała pod Sąd Grodzki w Dokszycach i Okręgowy w Wilnie; właściwy urząd pocztowy mieścił się w Parafianowie.